# Swoboda świadczenia usług
Swoboda świadczenia usług oznacza prawo świadczenia usług przez podmiot, który ma swoją siedzibę w jednym z krajów Unii Europejskiej, na rzecz podmiotów z innych krajów członkowskich, bez potrzeby posiadania w tych krajach jakiegokolwiek stałego zakładu pracy/filii/przedstawicielstwa.
Usługa w rozumieniu Traktatu o WE to samodzielna działalność zarobkowa, dla wykonywania, której konieczny jest czasowy pobyt świadczącego na terytorium obcego państwa członkowskiego. W grę wchodzi tu zarówno wykonywanie wolnego zawodu, działalność banków, towarzystw ubezpieczeniowych, maklerów, pośredników, rzemieślników, jak i twórczość artystyczna. Również odbiorca świadczenia nie może być ograniczony w swobodnym przekraczaniu granicy celem przyjęcia usługi (na przykład pacjent poszukujący porady lekarza praktykującego w innym państwie członkowskim). Swoboda świadczenia usług dotyczy swobody przemieszczania się nie tylko osób świadczących usługi (na przykład lekarza wykonującego operację w klinice innego państwa członkowskiego UE), ale również osób, które z tych usług korzystają (na przykład pacjent jadący po konsultacje do specjalisty z sąsiedniego państwa członkowskiego).
Negocjacje pomiędzy krajami, do przyjęcia tej swobody, trwały od 1977 r. i zakończyły się w połowie lat dziewięćdziesiątych. Długi okres negocjacji wynikał z faktu, że musiano uzgodnić jednomyślne stanowiska dla każdego zawodu. Swoboda świadczenia usług jest regulowana odrębnymi dyrektywami Unii Europejskiej.
Pozostałe trzy swobody to swobodny przepływ osób, swobodny przepływ kapitału i swobodny przepływ towarów.

## Propozycje rozszerzenia unijnego rynku usług
Zgodnie z dyrektywą o usługach państwa członkowskie musiały do końca 2009 r. uprościć swoje procedury administracyjne i wprowadzić „punkty kompleksowej obsługi”, pozwalające przedsiębiorstwom na łatwiejsze załatwianie formalności w formie elektronicznej. Dyrektywa przewidywała opracowanie „wspólnej oceny”, która miała umożliwić ewaluację osiągniętych postępów i wykrycie pozostałych do rozwiązania problemów. Dynamiczny rozwój sektora usług w UE od dawna pozostaje jednym z głównych priorytetów Komisji. W swoim rocznym sprawozdaniu gospodarczym (IP/11/22) KE podkreśla, że Unia Europejska osiągnie cele określone w strategii Europa 2020 tylko wówczas, gdy w sposób priorytetowy zostaną potraktowane reformy strukturalne mające na celu poprawę warunków prowadzenia działalności gospodarczej w sektorach usług i produkcji.